# Răuți, Timiș
Răuți (germană Aurelheim, Ollerhas, maghiară Aurélháza) este un sat în comuna Uivar din județul Timiș, Banat, România. A fost întemeiată în 1843.

## Localizare
Se situează în extremitatea de vest sud-vest a județului Timiș, pe malul drept al Canalului Bega, la circa 25 km vest de municipiul Timișoara.

## Istorie
Numele satului vechi a fost Silaș. El apare pe harta lui Mercy din 1723-1725 cu numele de Sillasch. Austriecii i-au mai dat și numele de Rautendorf, traducere a numelui mai vechi Răuți. Pe o hartă de la 1761 apare din nou satul valah Silasch. După această dată nu mai există alte mărturii despre existența satului.
Pe locul acesta s-a întemeiat mai târziu satul nou, pe la 1843-1844, de către familii de maghiari originari din Sânmartinul Maghiar. Ulterior au venit aici numeroase alte familii de maghiari și de șvabi. Biserica romano-catolică s-a construit în 1876. Fiind situat pe malul drept al Begheiului, satul a suferit numeroase inundații care au determinat mutarea vetrei satului de mai multe ori.